# 스니키 송
스니키 송은 대한민국의 가수다. 버추얼 아이돌 '이터니티'의 멤버 '제인'의 목소리를 담당하고 있다.

## 방송
- 걸스 온 파이어 (2024) - Top32

## 음반
- I Don't Wanna Go (2022)